# Prevalência de doenças mentais

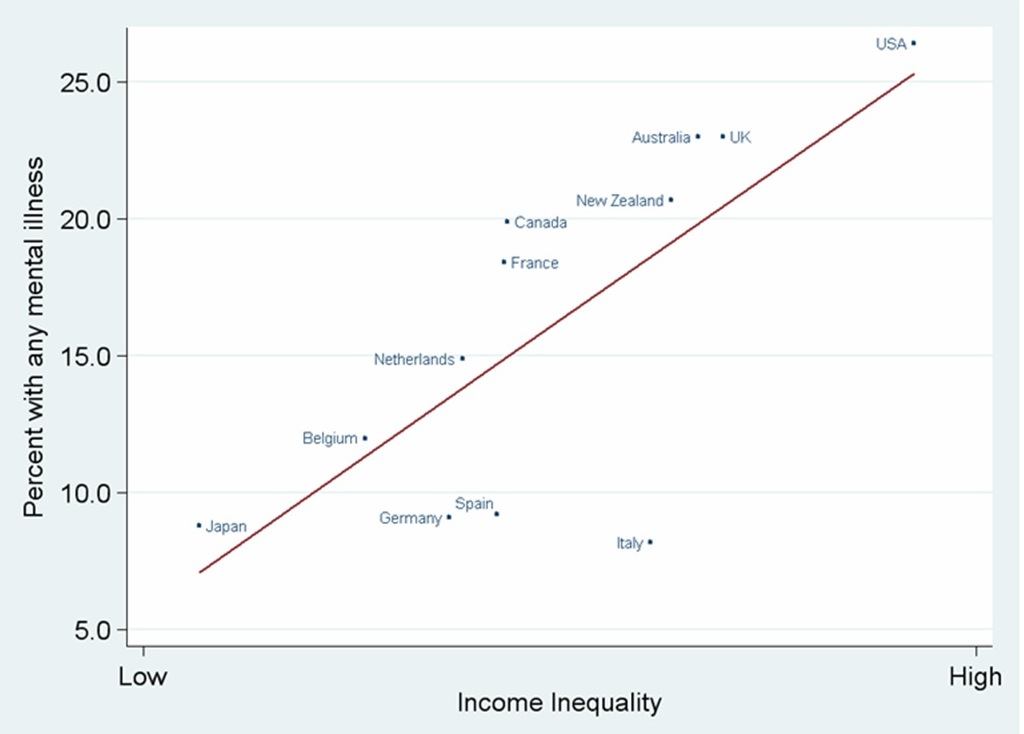
A prevalência de transtornos mentais é maior em países ricos desiguais

A prevalência de doenças mentais tem sido estudada em todo o mundo, fornecendo estimativas sobre o quão comuns são os transtornos mentais. Diferentes critérios ou limites de gravidade têm sido usados algumas vezes.
Números nacionais e internacionais são normalmente estimados por pesquisas em grande escala de sintomas relatados pelos próprios pacientes até o momento da avaliação; às vezes, um número é calculado para a ocorrência do distúrbio na semana, mês ou ano anterior à avaliação - um ponto ou prevalência de período; às vezes, o número é para a vida de uma pessoa antes da avaliação - a chamada prevalência ao longo da vida.

## Estudos populacionais
Inúmeros levantamentos em larga escala sobre a prevalência de transtornos mentais em adultos na população em geral foram realizados desde a década de 1980 com base em sintomas auto-relatados avaliados por entrevistas estruturadas padronizadas, geralmente realizadas por telefone.
Descobriu-se que os transtornos mentais são comuns, com mais de um terço das pessoas na maioria dos países relatando critérios suficientes para serem diagnosticados em algum momento das suas vidas. A Organização Mundial da Saúde (OMS) informou em 2001 que cerca de 450 milhões de pessoas em todo o mundo sofrem de algum tipo de transtorno mental ou condição cerebral, e que uma em cada quatro atende aos critérios em algum momento de sua vida.

### Estudo global da Organização Mundial da Saúde
A Organização Mundial da Saúde está atualmente a realizar uma pesquisa global de 26 países em todas as regiões do mundo, com base nos critérios da CID e do DSM. Os primeiros números publicados nas pesquisas de 14 países concluídas até o momento indicam que, dos transtornos avaliados, os transtornos de ansiedade são os mais comuns em todos os países, exceto num (prevalência no período anterior de 12 meses de 2,4% a 18,2%), os de humor vêm em seguida, sendo os mais comuns em todos os países, exceto 2 (prevalência de 12 meses de 0,8% a 9,6%), enquanto que os transtornos por uso de substâncias (0,1-6,4%) e os transtornos do controle dos impulsos (0,0-6,8%) foram consistentemente menos prevalentes.
Os Estados Unidos, Colômbia, Holanda e Ucrânia tenderam a ter estimativas de prevalência mais altas na maioria das classes de transtornos mentais, enquanto que a Nigéria, Xangai e Itália foram consistentemente baixas, e a prevalência foi menor nos países asiáticos em geral. Os casos de transtornos mentais foram classificados como leves (prevalência de 1,8–9,7%), moderados (prevalência de 0,5–9,4%) e severos (prevalência de 0,4–7,7%).
A Organização Mundial da Saúde publicou estimativas de incidência e prevalência de doenças individuais em todo o mundo. O transtorno obsessivo-compulsivo é duas a três vezes mais comum na América Latina, África e Europa do que na Ásia e na Oceânia. A esquizofrenia parece ser mais comum no Japão, Oceânia e sudeste da Europa e menos comum na África. O transtorno bipolar e o transtorno do pânico têm taxas muito semelhantes em todo o mundo.
No entanto, acredita-se que estes sejam subestimados, devido ao diagnóstico deficiente (especialmente em países sem acesso acessível a serviços de saúde mental) e baixas taxas de notificação, em parte devido ao uso predominante de dados de autorrelato, ao invés de instrumentos semiestruturados como a Entrevista Clínica Estruturada para DSM-IV (ECED); As taxas reais de prevalência de transtornos mentais ao longo da vida são estimadas entre 65% e 85%. 

### Estudos de saúde mental nos EUA
Pesquisas a grande escala amplamente citadas anteriormente nos EUA foram a pesquisa da Área de Captação Epidemiológica (ACE) e a Pesquisa Nacional de Comorbidade (PNC) subsequente. A PNC foi replicada e atualizada entre 2000 e 2003 e indicou que, dos grupos de transtornos avaliados, quase metade dos americanos (46,4%) relataram atender aos critérios em algum momento das suas vidas para um transtorno de ansiedade do DSM-IV (28,8%), transtorno do humor (20,8%), transtorno do controle dos impulsos (24,8%) ou transtornos por uso de substâncias (14,6%). Metade de todos os casos ao longo da vida começaram aos 14 anos e três quartos aos 24 anos.
Apenas no período de 12 meses anterior, cerca de um quarto (26,2%) preencheram os critérios para qualquer transtorno - transtornos de ansiedade (18,1%); transtornos do humor (9,5%); distúrbios do controle dos impulsos (8,9%); e transtornos por uso de substâncias (3,8%). Uma minoria substancial (23%) preencheu os critérios para mais de dois transtornos. 22,3% dos casos foram classificados como graves, 37,3% como moderados e 40,4% como leves.

### Estudos populacionais europeus
Um estudo europeu de 2004 descobriu que aproximadamente uma em cada quatro pessoas relatou atender aos critérios em algum momento da sua vida para um dos transtornos do DSM-IV avaliados, que incluía transtornos de humor (13,9%), transtornos de ansiedade (13,6%) ou transtorno por uso de álcool (5,2%). Aproximadamente uma em cada dez cumpriu os critérios num período de 12 meses. Mulheres e jovens de ambos os sexos apresentaram maior incidência.
Uma revisão de 27 estudos em 2005 descobriu que 27% dos adultos europeus são ou foram afetados por pelo menos um transtorno mental nos últimos 12 meses. Verificou-se também que os transtornos mais frequentes foram transtornos de ansiedade, transtornos depressivos, somatoformes e de dependência de substâncias.

## Transtornos mentais específicos

### Transtornos de ansiedade
Uma revisão que reuniu pesquisas em diferentes países até 2004 encontrou estimativas de prevalência média geral para qualquer transtorno de ansiedade de 10,6% (nos 12 meses anteriores à avaliação) e 16,6% (na vida antes da avaliação), mas as taxas para transtornos individuais variaram largamente. As mulheres geralmente apresentam taxas de prevalência mais altas do que os homens, mas a magnitude da diferença varia.

### Transtornos do humor
Uma revisão que reuniu pesquisas de transtornos do humor em diferentes países até 2000 encontrou taxas de prevalência em 12 meses de 4,1% para o transtorno depressivo maior (TDM), 2% para o transtorno distímico e 0,72% para o transtorno bipolar I. A prevalência média ao longo da vida encontrada foi de 6,7% para TDM (com uma taxa de prevalência ao longo da vida relativamente baixa em estudos de qualidade superior, em comparação com as taxas normalmente destacadas de 5–12% para homens e 10–25% para mulheres) e taxas de 3,6% para a distimia e 0,8% para o transtorno bipolar I. Certos subgrupos da população, como médicos em treinamento, têm taxas de prevalência de 12 meses de 21 a 43%.

### Esquizofrenia
Uma revisão de 2005 de pesquisas anteriores em 46 países sobre a prevalência de transtornos esquizofrénicos, incluindo uma pesquisa anterior da OMS em 10 países, encontrou um valor médio (mediana) de 0,4% para a prevalência ao longo da vida até o momento da avaliação e 0,3% no período de 12 meses antes da avaliação. Um valor relacionado não fornecido noutros estudos (conhecido como risco mórbido ao longo da vida), relatado como uma declaração precisa de quantas pessoas teoricamente desenvolveriam esquizofrenia em qualquer ponto das suas vidas, independentemente do tempo da avaliação, foi descoberto ser "cerca de sete a oito indivíduos por 1.000 "(0,7 / 0,8%). A prevalência da esquizofrenia foi consistentemente mais baixa em países mais pobres do que em países ricos (embora não a incidência), mas a prevalência não diferiu entre áreas urbanas/rurais ou homens/mulheres (embora a incidência sim).

### Transtornos de personalidade
Os estudos sobre a prevalência de transtornos de personalidade têm sido menores e em menor escala, mas uma pesquisa norueguesa mais ampla encontrou uma prevalência geral semelhante de quase 1 em 7 (13,4%), com base no cumprimento dos critérios de personalidade durante o período de cinco anos anterior . As taxas de transtornos específicos variaram de 0,8% a 2,8%, com taxas diferentes entre os países e por género, nível educacional e outros fatores. Uma pesquisa nos Estados Unidos que, incidentalmente, rastreou transtornos de personalidade encontrou uma taxa geral de 14,79%.

### Transtornos psiquiátricos infantis
Aproximadamente 7% das crianças de uma amostra pediátrica pré-escolar recebeu um diagnóstico psiquiátrico num estudo clínico, e aproximadamente 10% das crianças de 1 e 2 anos que receberam triagem de desenvolvimento foram avaliadas como tendo problemas emocionais/comportamentais significativos com base nos relatórios dos pais e do pediatra.